# 龙湖站 (中国铁路)
龙湖站，位于中华人民共和国广东省潮州市潮安区龙湖镇，是连接梅汕铁路、畲龙铁路和龙湖联络线的一个越行站，于2017年12月31日开通，由广铁集团管辖。